# Evergestis frumentalis
Evergestis frumentalis is een vlinder uit de familie van de grasmotten (Crambidae). De wetenschappelijke naam is gepubliceerd in 1761 door Linnaeus.

## Verspreiding
De soort komt voor in Europa (met uitzondering van de Benelux en de Britse Eilanden), het Midden-Oosten en Centraal-Azië.

## Waardplanten
De rupsen leven in een spinsel rond knoppen en jonge bladeren op Brassica barrelieri, Descurainia sophia, Isatis tinctoria, Sinapis arvensis, Sisymbrium loeselii (Brassicaceae).